# 灰头小鼯鼠
灰头小鼯鼠（学名：Petaurista caniceps），一种分布于南亚及中国西部地区的啮齿动物，隶属于松鼠科鼯鼠族（中国大陆学术界一般视为鼯鼠科）鼯鼠属。本种曾被视为小鼯鼠（Petaurista elegans）的一个亚种，2013年中国学者采用分子系统学与传统宏观分类学相结合的研究方法，确认本种为独立种。

## 形态特征
灰头小鼯鼠头部为灰色。身体背部呈白灰色，腹面除喉部和生殖器周围各有一片纯白色的区域外，腹部其余部分都呈浅黄色。四足橘色，尾巴暗黄色。翼膜边缘各有一道橘色的色带。

## 保护
本种于2023年被收录入《有重要生态、科学、社会价值的陆生野生动物名录》。